# 中山道広重美術館
中山道広重美術館（なかせんどうひろしげびじゅつかん）は、岐阜県恵那市にある公営（恵那市）の美術館である。歌川広重を中心に、歌川国芳などの浮世絵、約1,500点を所蔵する。浮世絵版画は熱や光に弱く常設展示ができないため、田中コレクション、吉村コレクションなどの所蔵品を中心に年間を通じ企画展または特別企画展として公開している。

## 概要
2001年（平成13年）9月開館。
恵那市の大井町商店街（中山道大井宿）にある。恵那市が中央本線 恵那駅南口の再開発事業の一環として計画された郷土資料館が原型である。
浮世絵は地元の実業家、田中春雄の浮世絵コレクション（通称：田中コレクション）の寄贈を受けたものが多い。
浮世絵の展示の他、浮世絵の製作の体験摺りも可能である。この場合の版木は、樹脂製の実物大のものとハガキサイズのものである。体験は無料。
歌川広重・渓斎英泉が合作した揃物「木曽海道六拾九次之内」を71図全て所蔵しており、毎年1回、9月頃に1か月間だけ公開される。

## 開館時間・休館日
開館時間
- 午前9時30分 - 午後5時00分（入館は4時30分まで）

休館日
- 月曜日（月曜が祝日の場合はその翌日）
- 年末年始

※ その他、展示替のため休館する。

## 入場料
- 大人：企画展 520円、特別企画展 820円
- 18歳以下：無料

※ 2017年（平成29年）10月から、金曜日の入館が無料となった。恵那市または隣接する中津川市に本社を置く食関連企業3社（サラダコスモ、銀の森コーポレーション、木曽路物産）が年間50万円をスポンサー料として負担する。アメリカのニューヨーク近代美術館（MoMA）が、ファーストリテイリング現地法人の後援により、金曜夜を入館無料とした取り組みを参考にした。

## 交通
- JR中央本線・明知鉄道明知線 恵那駅より徒歩で約5分。